# Szobránci járás

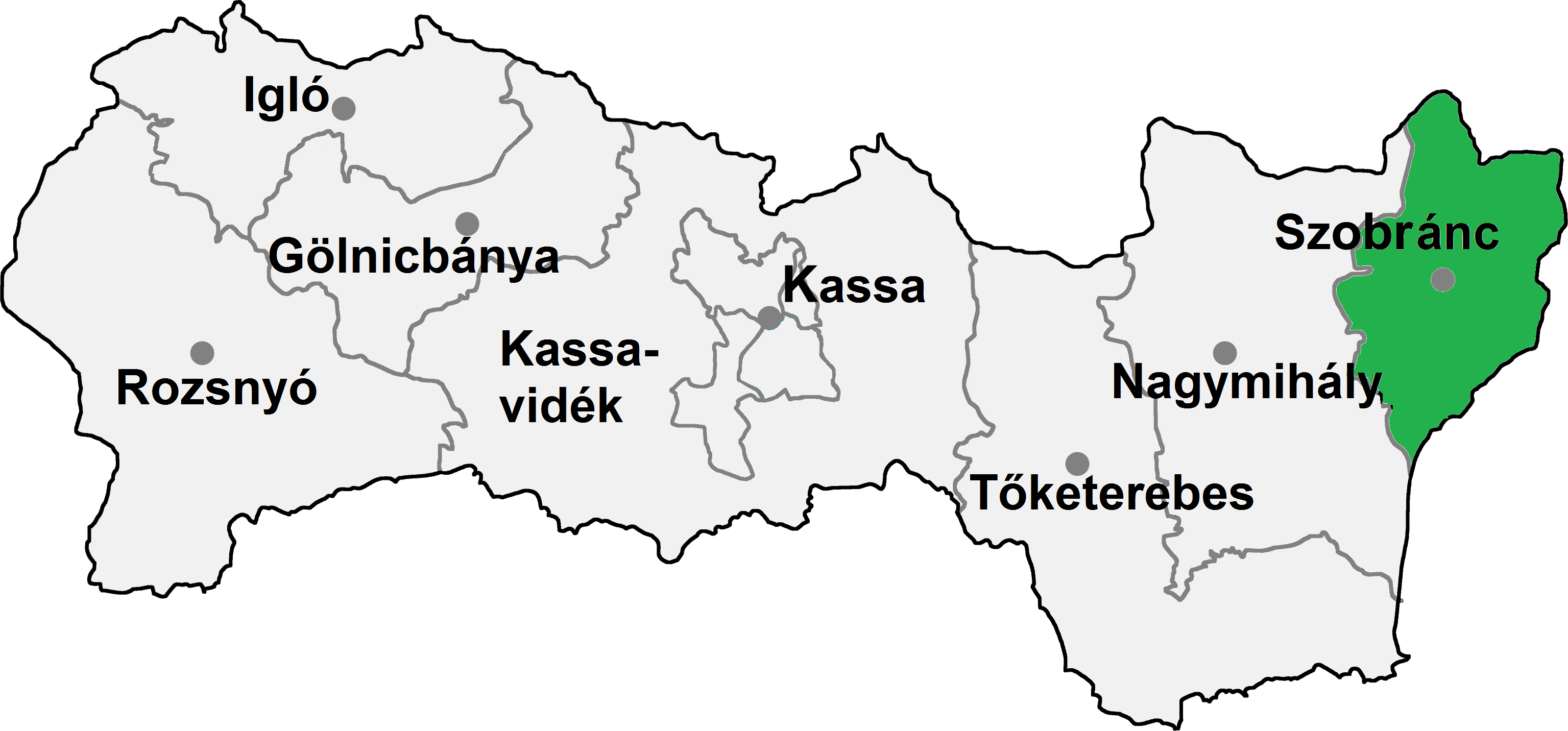
A Szobránci járás

A Szobránci járás (Okres Sobrance) Szlovákia Kassai kerületének közigazgatási egysége. Területe 538 km², lakosainak száma 23 776 (2001), székhelye Szobránc (Sobrance). 1920 előtt is létezett, a történelmi Magyarország Ung vármegyéjének egyik járása volt. A mai járás területének nagy része Ung vármegyéhez tartozott, csupán legészakkeletibb községei voltak az egykori Zemplén vármegyében.

## Története
A Szobránci járást jelenlegi formájában 1996-ban szervezték meg, de része volt a történelmi Magyarország közigazgatási beosztásának is Ung vármegye egyik járásaként. A két világháború közötti időszakban Csehszlovákiában is tovább létezett, majd 1939 és 1944 között ismét Magyarországhoz, ekkor az Ungi közigazgatási kirendeltséghez tartozott, ezután ismét Csehszlovákia közigazgatási egysége lett. Ott az 1960-as közigazgatási átszervezéskor megszűnt és csak 1996-ban jött újra létre.

## Népessége
| Év:            | 1994.  | 2004.   | 2014.   | 2024.   |
| -------------- | ------ | ------- | ------- | ------- |
| Emberek száma: | 23 742 | 23 447  | 22 765  | 22 195  |
| Eltérés:       |        | -1,24 % | -2,90 % | -2,50 % |

| Év:            | 2023.  | 2024.   |
| -------------- | ------ | ------- |
| Emberek száma: | 22 226 | 22 195  |
| Eltérés:       |        | -0,13 % |

## A Szobránci járás települései
- Alsóhalas (Nižná Rybnica)
- Alsóhunkóc (Choňkovce)
- Alsónémeti (Nižné Nemecké)
- Alsóbaskóc (Baškovce)
- Bező (Bežovce)
- Bölcsős (Kolibabovce)
- Bunkós (Bunkovce)
- Dióska (Orechová)
- Éles (Ostrov)
- Éralja (Inovce)
- Fekésháza (Fekišovce)
- Felsőhalas (Vyšná Rybnica)
- Felsőnémeti (Vyšné Nemecké)
- Felsőrőcse (Veľké Revištia)
- Hegygombás (Hlivištia)
- Jenke (Jenkovce)
- Jeszenő (Jasenov)
- Jeszenőremete (Vyšné Remety)
- Kapás (Priekopa)
- Karcsava (Krčava)
- Katlanos (Horňa)
- Kereszt (Kristy)
- Koromlak (Koromľa)
- Lakárd (Lekárovce)
- Nagygereblyés (Ruský Hrabovec)
- Oroszsebes (Ruská Bystrá)

- Ördögvágás (Porúbka)
- Porosztó (Porostov)
- Remetevasgyár (Remetské Hámre)
- Sárosmező (Blatná Polianka)
- Sárosremete (Blatné Remety)
- Sárosrőcse (Blatné Revištia)
- Székó (Sejkov)
- Szenteske (Svätuš)
- Szobránc (Sobrance)
- Tasolya (Tašuľa)
- Tiba (Tibava)
- Tibaváralja (Podhoroď)
- Törökruszka (Ruskovce)
- Ubrezs (Úbrež)
- Unglovasd (Koňuš)
- Ungludas (Husák)
- Ungpéteri (Petrovce)
- Ungpinkóc (Pinkovce)
- Vadászfalva (Beňatina)
- Vajna (Vojnatina)
- Zahar (Záhor)